# Campionato Sammarinese 2001-2002

## Fase a gironi

### Girone A
|  |    | Classifica 2001-02 | Pt | G  | V  | N | P  | GF | GS | DR  |
|  | -- | ------------------ | -- | -- | -- | - | -- | -- | -- | --- |
|  | 1. | Cailungo           | 40 | 21 | 11 | 7 | 3  | 31 | 18 | +13 |
|  | 2. | Domagnano          | 36 | 21 | 10 | 6 | 5  | 36 | 27 | +9  |
|  | 3. | Faetano            | 35 | 21 | 10 | 5 | 6  | 27 | 22 | +5  |
|  | 4. | Virtus             | 35 | 21 | 10 | 5 | 6  | 40 | 24 | +16 |
|  | 5. | Folgore            | 28 | 21 | 8  | 4 | 9  | 37 | 37 | 0   |
|  | 6. | San Giovanni       | 24 | 21 | 6  | 6 | 9  | 27 | 35 | -8  |
|  | 7. | La Fiorita         | 9  | 21 | 1  | 6 | 14 | 12 | 42 | -30 |
|  | 8. | Juvenes/Dogana     | 3  | 21 | 0  | 3 | 18 | 13 | 59 | -46 |

### Girone B
|  |    | Classifica 2001-02 | Pt | G  | V  | N | P  | GF | GS | DR  |
|  | -- | ------------------ | -- | -- | -- | - | -- | -- | -- | --- |
|  | 1. | Cosmos             | 49 | 20 | 15 | 4 | 1  | 46 | 16 | +30 |
|  | 2. | Pennarossa         | 46 | 20 | 14 | 4 | 2  | 41 | 19 | +22 |
|  | 3. | Libertas           | 42 | 20 | 13 | 3 | 4  | 38 | 18 | +20 |
|  | 4. | Murata             | 33 | 20 | 10 | 3 | 7  | 40 | 27 | +13 |
|  | 5. | Tre Fiori          | 18 | 20 | 5  | 3 | 12 | 21 | 30 | -9  |
|  | 6. | Montevito          | 18 | 20 | 4  | 6 | 10 | 27 | 38 | -11 |
|  | 7. | Tre Penne          | 10 | 20 | 1  | 7 | 12 | 16 | 40 | -24 |

## Play-off
Ai play-off si qualificano le prime tre squadre di ogni girone.
- Primo Turno

Si affrontano le seconde e le terze classificate dei due gironi
 Pennarossa- Faetano 1-2 dts
 Domagnano- Libertas 4-2 dts
- Secondo Turno

Si affrontano le vincitrici dei due gironi con le vincenti del primo turno
 Cailungo- Faetano 3-0
 Cosmos- Domagnano 1-0
- Terzo Turno

Si affrontano i perdenti del primo turno contro i perdenti del secondo. Gli sconfitti vengono eliminati
 Faetano- Libertas 1-2
 Domagnano- Pennarossa 1-0 dts
- Quarto Turno

Si affrontano le vincenti del secondo turno. Chi vince approda in finale, chi perde in semifinale
 Cailungo- Cosmos 2-1
Si affrontano le vincenti del terzo turno. Chi vince approda in semifinale, chi perde viene eliminato
 Libertas- Domagnano 1-3
- Semifinale

 Cosmos- Domagnano 0-1
- Finale

 Cailungo- Domagnano 0-1